# Do I Have to Say the Words?
Do I Have to Say the Words? is een nummer van de Canadese rockzanger Bryan Adams uit 1992. Het is de zesde single van zijn zesde studioalbum Waking Up the Neighbours.
Het nummer haalde de 2e positie in Adams' thuisland Canada. Buiten Noord-Amerika had het nummer niet zoveel succes. De Nederlandse Top 40 werd nog net gehaald met een 39e positie, en de Vlaamse Radio 2 Top 30 ook met een 30e positie.